# The Shadow

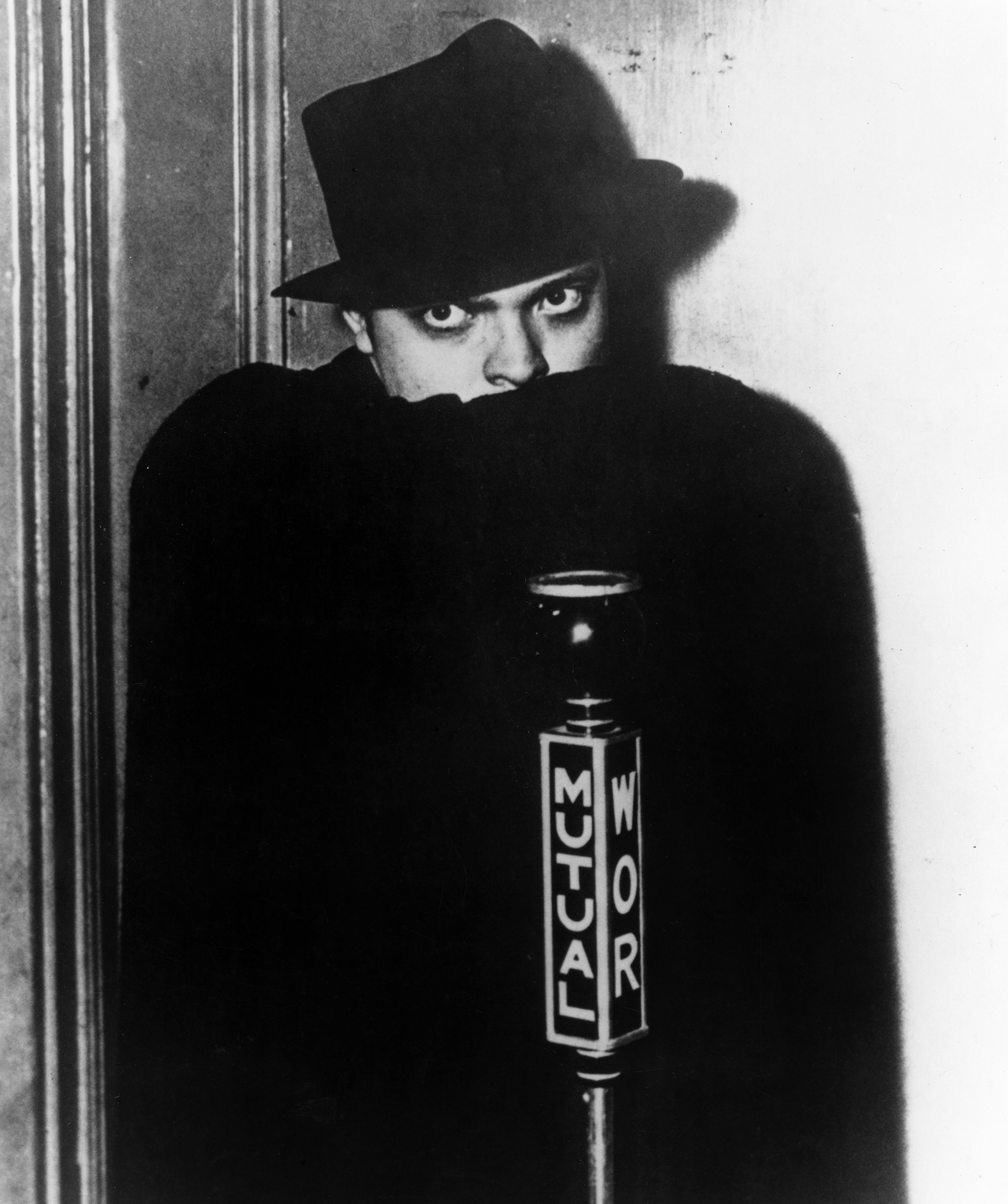
Orson Welles při vytváření postavy

The Shadow (v překladu Stín) je fiktivní postava, která byla vymyšlena ve 30. letech 20. století pro americký rozhlas, ale časem se objevila v řadě jiných zpracování - v detektivních sešitech (pulp fictions), komiksu, televizi, videohrách a několika celovečerních filmech. K nejslavnějším filmovým zpracováním patří snímek The Shadow z roku 1994 s Alecem Baldwinem v titulní roli.
The Shadow byl vymyšlen v roce 1931 spisovatelem Walterem B. Gibsonem jako tajemný vypravěč rozhlasových show. Poprvé se objevil na rozhlasových vlnách 31. července 1930, jako vypravěč v pořadu Detective Story Hour, který byl vyvinut za účelem zvýšení prodeje detektivkářského časopisu Detective Story Magazine Street & Smith. Postava si okamžitě získala mimořádnou oblibu, což vydavatel časopisu rychle pochopil a založil časopis nový s postavou The Shadow jakožto ústřední. Najal Gibsona, aby vytvořil koncept postavy a její příběh. První číslo časopisu Shadow Magazine se na stáncích objevilo 1. dubna 1931. Roku 1937 začal rozhlas vysílat nový seriál The Shadow, založený na postavě vytvořené Gibsonem pro časopis. První díl nesl název The Death House Rescue. The Shadow v něm byl charakterizován jako mající "sílu zamlžovat mysl lidí, aby ho nemohli vidět", ačkoli v časopiseckých příbězích schopností neviditelnosti nedisponoval. Úvodní věta seriálu, pronášená hercem Frankem Readickem, "Kdo ví, jaké zlo číhá v srdcích lidí? The Shadow to ví!" ("Who knows what evil lurks in the hearts of men? The Shadow knows!") se stala americkým idiomem. Tato slova byla doprovázena zlověstným smíchem a skladbou Le Rouet d'Omphale skladatele Camille Saint-Saënse, který motiv složil v roce 1872. V letech 1937-1938 postavu Shadowa namlouval herec Orson Welles. Na konci každé epizody Shadow připomněl posluchačům, že „Plevel zločinu přináší hořké ovoce! Zločin se nevyplácí. The Shadow to ví!“ (Některé rané epizody použily alternativní tvrzení: „Když zasejete zlo, budete sklízet zlo! Zločin se nevyplatí. The Shadow to ví!“). The Shadow v originálních příbězích čelí řadě zločinců, především mafiánským bossům, šílených vědcům a špiónům. Ve většině příběhů je zmíněna zločinecká organizace Hand jakožto hlavní hrdinův nepřítel. Jediným člověkem, který zná pravou identitu Shadowa, je žena jménem Margo Lane, jeho milenka a spolubojovnice.
Postava Shadowa měla mimořádný vliv na americkou populární kulturu. Tvůrci Batmana Bob Kane a Bill Finger přiznali, že inspirací k jejich postavě "temného rytíře" jim byl právě Shadow. Alan Moore zase uvedl, že Shadow byl vzorem pro vytvoření postavy V pro jeho komiks V jako vendeta. Patrně ovlivnil i řadu dalších "temných" bojovníků se zločinem v americké kultuře, evropský divák však tento vliv obvykle nepostřehne, protože vzorová postava do Evropy nepronikla.